# Taina Kokkonen
Taina Kokkonen (Vantaa, 15 maggio 1975) è una cantante finlandese.

## Biografia
Taina Kokkonen ha iniziato la sua carriera come cantante del gruppo Soul Train. Nel 1996 e nel 1998 è arrivata in semifinale al festival del tango finlandese Seinäjoen Tangomarkkinat (nella seconda occasione è anche stata incoronata principessa), ma la sua vittoria al festival e incoronazione a regina del tango è avvenuta nel 1999.
Nel 2000 ha pubblicato il suo album di debutto Vain taivas tietää, che è entrato al 29º posto nella classifica finlandese. Un secondo album, Täältä ikuisuuteen, è uscito l'anno successivo. Nel 2002 ha preso parte al programma di selezione del rappresentante finlandese all'Eurovision Song Contest con il pezzo in lingua italiana Silenzio, classificandosi penultima su 12 partecipanti.
Nel 2003 ha annunciato di aver terminato la sua carriera di cantante in quanto non più interessata alla musica. Nello stesso anno si è trasferita a Firenze per sei mesi per studiare l'italiano, e successivamente si è laureata in Scienze dell'educazione e della formazione ad Hämeenlinna. Nel 2009 ha lavorato come conduttrice radiofonica in una stazione locale della regione di Helsinki.

## Discografia

### Album
- 2000 - Vain taivas tietää
- 2001 - Täältä ikuisuuteen

### Raccolte
- 2003 - 20 hittiä

### Singoli
- 1999 - Tauno ja ansa
- 1999 - Vain taivas tietää
- 2000 - Tuomenkukkia
- 2000 - Toinen tyttö oikealta
- 2001 - Silenzio/Kaipuun kyyneleet
- 2001 - Täältä ikuisuuteen
- 2001 - Vain tänään